# Jan Nepomuk Nádherný
Jan Nepomuk Nádherný, auch Johann Nepomuk Nádherný, ab 1838 Edler Nádherný (* 10. März 1772 in Borutín; † 7. März 1860 in Prag) war ein böhmischer Unternehmer und Gutsbesitzer. Er war Begründer des Adelsgeschlechts der Nádherný von Borutín.

## Leben und Wirken
Der Sohn des Müllers Bartholomäus Nádherný und seiner Frau Anna Černochová wirkte zunächst als Hüttenbeamter der Eisenhütte Johanka-Heřmaň bei Kamenice nad Lipou. Im Jahre 1795 heiratete er Antonia John aus Brüx. 1799 kaufte er dem Freiherrn Ubelli von Siegburg die Herrschaft Kamenice für 360.000 Gulden ab. Im selben Jahre erwarb Nádherný auch die Bürgerrechte in Prag und gründete dort eine Eisenwarenhandlung. Nachfolgend baute er die Hütte Johanka-Heřmaň zu einem Eisenwerk mit Hochöfen, Schmieden und Hämmern aus. Des Weiteren pachtete Nádherný das Eisenwerk in Žďár nad Sázavou und 1805 den heruntergekommenen Eisenhammer bei Závišín. Seinen Gewinn aus den Eisenhüttenunternehmen investierte Nádherný in den Kauf von Gütern und wurde dadurch zu einem größten Grundbesitzer in Böhmen. Im Jahre 1805 verkaufte Nádherný die Herrschaft Kamenice für 713.000 Gulden und erwarb stattdessen das Gut Chotoviny. Zwischen 1806 und 1830 investierte er insgesamt 1.233.749 Gulden in den Ankauf von Gütern. 1829 erwarb er vom Fürsten Lobkowicz die Herrschaft Jistebnice mit den Gütern Mezdříčí und Svatkovice. Letztgenanntes Gut veräußerte er 1830 an Franz Joseph von Bretfeld-Chlumczansky. Später kaufte er u. a. noch die Herrschaft Adršpach und die Güter Přehořov, Brandlín und Jeníčkova Lhota sowie 1843 von den Bretfeld-Chlumczanskyschen Erben noch Veselíčko und Svatkovice hinzu.
Nádherný ließ seine Güter nach modernen ökonomischen Methoden bewirtschaften und die Infrastruktur in den Dörfern ausbauen. Er finanzierte die Errichtung von Schulen und den Straßenbau. Über die Felder, Teiche, Wälder, Gärten, Viehwirtschaft, Brauerei und Brennerei ließ er Register führen, in denen die Aufwendungen den Erträgen gegenübergestellt wurden. Die Branitzer Seite des Englischen Parks unterhalb des Teiches in Veselíčko ließ er roden und dort einen Obst- und Gemüsegarten anlegen. Ebenso ließ er den Baumbestand der Schlossallee durch Obstbäume ersetzen. Das Jagdschloss Zběssicky wurde zum Getreidespeicher umgebaut.
Nach den Napoleonischen Kriegen unterstützte er die Kriegswaisen und Invaliden. Während der Choleraepidemie errichtete Nádherný einen Gesundheitsfonds für die kostenlose ärztliche Behandlung seiner Untertanen. Zudem förderte er die karitativen Einrichtungen in Prag und das Prager Nationalmuseum.
Nach dem Tode seiner ersten Frau heiratete Nádherný 1834 Katharina Handwerk. Am 15. August 1838 wurde er durch König Ferdinand V. in den Adelsstand erhoben und erhielt am 30. November 1838 ein Wappen verliehen.
Aus der ersten Ehe entstammen sein einziger Sohn und Universalerbe Ludvík Karel sowie die Töchter Anna und Theresia; die zweite Ehe blieb kinderlos. Seine letzte Ruhestätte fand er 1860 neben seiner Frau Antonia (1774–1816) in der Familiengruft der Nádherný von Borutín in Chotoviny.